# Угорська Вікіпедія
Угорська Вікіпедія — розділ Вікіпедії угорською мовою.
Створена 8 липня 2003 року.
Угорська Вікіпедія станом на 27 березня 2025 року містить 555 775 статей, 585 265 зареєстрованих користувачів, 1544 активних дописувачів, 26 адміністраторів
. Загальна кількість сторінок в угорській Вікіпедії — 1 583 049, редагувань — 27 941 564, завантажених файлів — 9239
. Глибина (рівень розвитку мовного розділу) угорської Вікіпедії середня і становить 60.3 пунктів
.
За кількістю статей перебуває на 29-му місці серед усіх мовних розділів.

## Історія
Перша Вікіпедія, що була пов'язана з угорською мовою була створена 5 вересня 2001 року Лері Сенґером — координатором Англійської Вікіпедії в той час. Він створив адресу http://hu.wikipedia.com/. Багато місяців угорська Вікіпедія залишалася дуже малою, крім того, в той час існували серйозні проблеми з вандалізмом.

## Хронологія
- 14 липня 2003 року — перша стаття.
- 23 березня 2004 року — 500 статей.
- 3 червня 2004 року — тисяча статей.
- 2 січня 2005 року — 5 тисяч статей.
- 4 червня 2005 року — 10 тисяч статей.
- 4 лютого 2006 року — 25 тисяч статей.
- 7 лютого 2007 року — 50 тисяч статей.
- 17 липня 2008 року — 100 тисяч статей.
- 25 грудня 2009 року — 150 тисяч статей.
- 10 вересня 2011 року — 200 тисяч статей.
- 4 листопада 2013 року — 250 тисяч статей, 250 000-на стаття — Virgin Gorda.
- 7 травня 2015 року — 300 тисяч статей.
- 15 грудня 2016 року — 400 тисяч статей, 400 000-на стаття — Boros Zoltán.
- 1 травня 2019 року — 450 тисяч статей, 450 000-на стаття — Dopping (Допінг).
- 16 лютого 2022 року — 500 тисяч статей, 500 000-на стаття — Szarka Károly (Кароль Шарка).

## Галерея

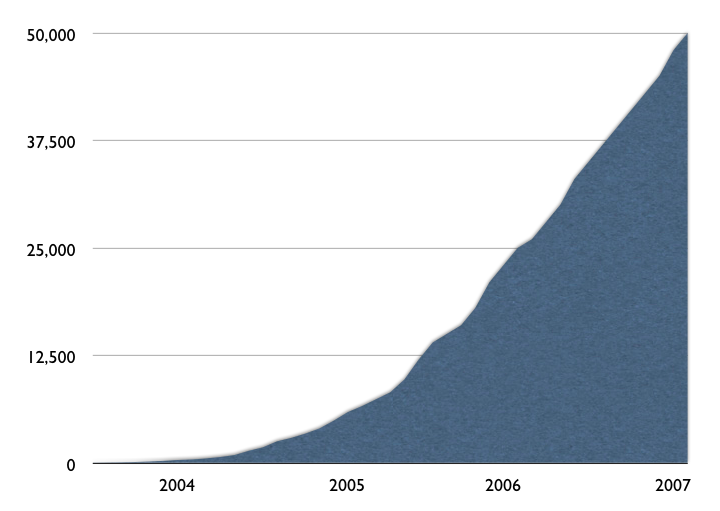
Зростання Угорської Вікіпедії до початку 2007 року.
Кількість статей та середня кількість нових статей на день у перші 15 років існування угорської Вікіпедії. Пік у 2015 році спричинений ботозаливками.
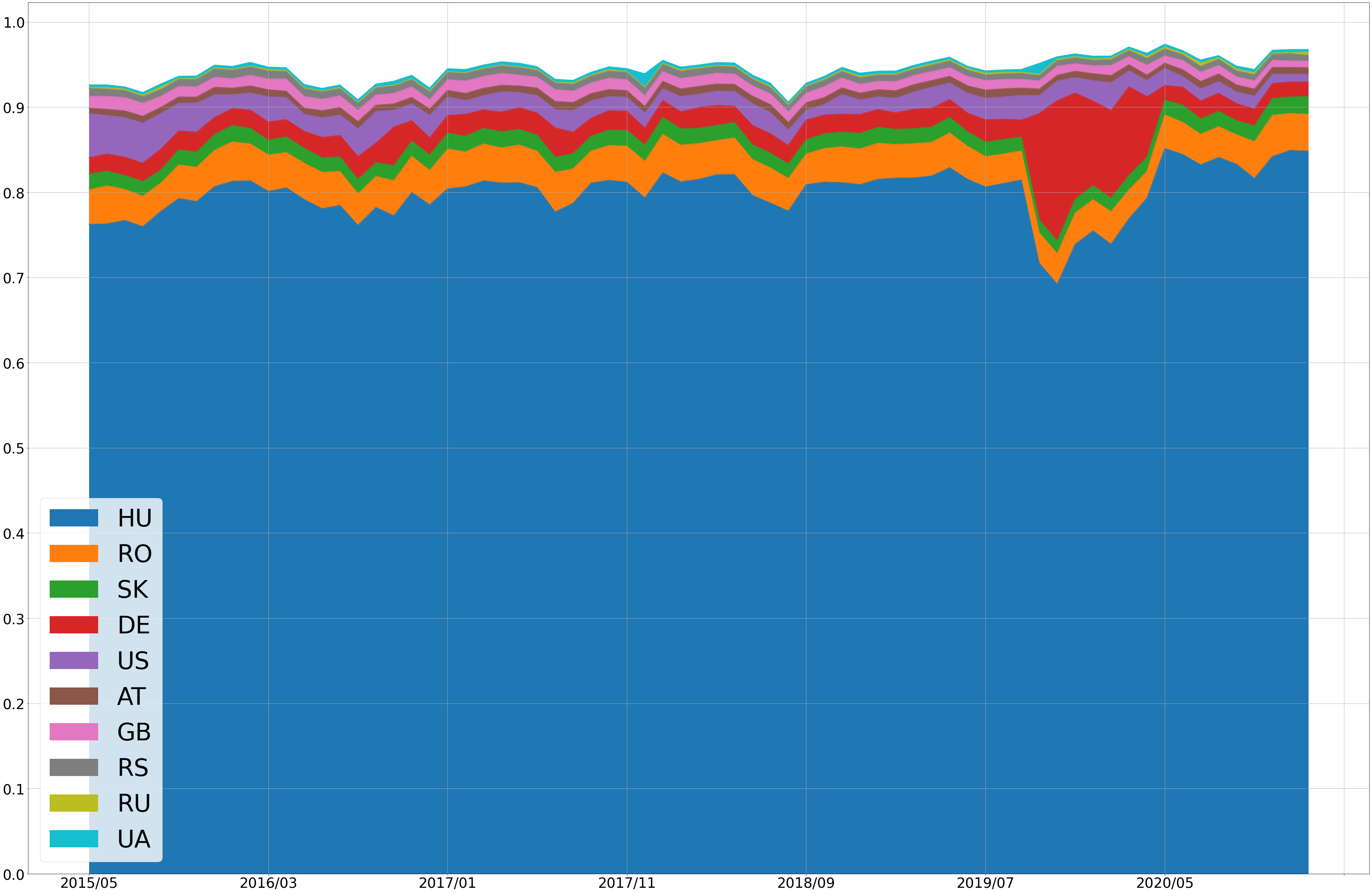
Походження глядачів: на Угорщину припадає понад 80 % відвідувань, за нею йдуть країни з великою угорською діаспорою, такі як Румунія та Словаччина.
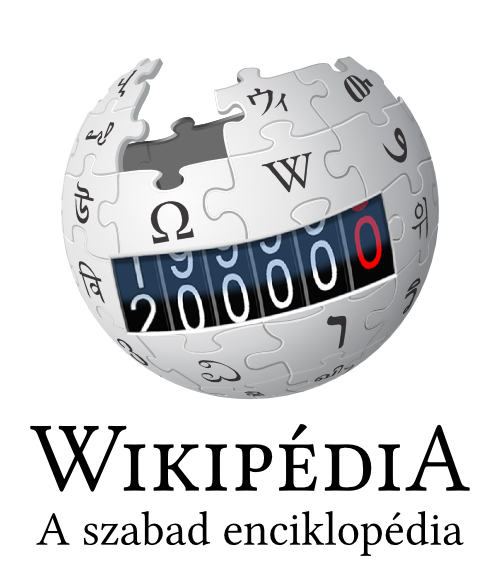
Логотип угорської Вікіпедії з нагоди створення 200-тисячної статті.
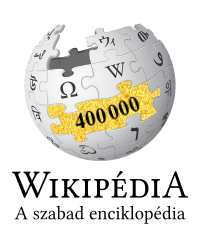
Логотип угорської Вікіпедії з нагоди створення 400-тисячної статті.
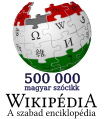
Логотип угорської Вікіпедії з нагоди створення 500-тисячної статті.
Ювілейний логотип до десятої річниці угорської Вікіпедії.